# Haris Duljević
Haris Duljević (* 16. November 1993 in Sarajevo) ist ein bosnisch-herzegowinischer Fußballspieler. 

## Karriere

### Vereine
Duljević begann mit Fußballspielen in der Jugend von NK Novigrad, bevor er über den NK Čelik Zenica zu FK Olimpik Sarajevo gewechselt ist. 2014 wechselte er für drei Jahre zum Stadtrivalen FK Sarajevo, wo er Mannschaftskapitän war. Zwischen 2010 und 2017 absolvierte Duljević 130 Einsätze (12 Tore, 24 Vorlagen) in der Premijer Liga, der höchsten Spielklasse in Bosnien-Herzegowina. Im Sommer 2017 schloss er sich Dynamo Dresden an. Nach zwei Jahren bei Dynamo Dresden zog es Duljević im Juli 2019 zu Olympique Nîmes, wo er einen Dreijahresvertrag unterschrieb.
Im September 2021 wechselte Duljević zum deutschen Zweitligisten Hansa Rostock und unterschrieb bei den Ostseestädtern einen bis 2023 gültigen Kontrakt. Unter Hansa-Trainer Jens Härtel debütierte er am 8. Spieltag der Saison 2021/22 während des Heimspiels der Kogge im Ostseestadion gegen den Bundesliga-Absteiger FC Schalke 04. Duljević wurde in dieser Partie in der 79. Spielminute für Hanno Behrens eingewechselt. Im Laufe der Spielzeit brachte er es auf 23 Einsätze und platzierte sich mit dem Team als bester Aufsteiger auf Rang 13. Im zweiten Jahr bei den Norddeutschen spielte Duljević nicht nur unter Hansa-Trainer Jens Härtel, sondern im Weiteren der Saison 2022/23 auch unter Patrick Glöckner und Alois Schwartz als folgende Cheftrainer. In jener Spielserie, in der erneut der 13. Platz erreicht wurde, brachte er es auf 18 Zweitliga-Einsätze und einem Einsatz im nationalen Vereinspokal, dem DFB-Pokal. Hier schied Duljević mit der Mannschaft bereits in der 1. Hauptrunde 2022/23 gegen den damaligen Viertligisten VfB Lübeck aus. Im Juni 2023 gab Hansa dann die Trennung von Duljević bekannt. 
Anschließend war Duljevic über acht Monate vereinslos, bis am 20. März 2024 seine ehemaliger Klub FK Sarajevo die Verpflichtung des Spielers bekannt gab.

### Nationalmannschaft
Sein erstes Länderspiel für die bosnisch-herzegowinische A-Nationalmannschaft absolvierte er am 25. März 2016 beim 3:0-Auswärtssieg gegen Luxemburg. Nationaltrainer Mehmed Baždarević wechselte Duljević in diesem Freundschaftsspiel der 60. Spielminute für Edin Višća ein. Noch in den nächsten drei Monaten kam er auf vier weitere Einsätze in weiteren Freundschaftsspielen, unter anderem gegen die Vertretung von Spanien. Im Jahr 2017 wurde Duljević in zwei Spielen während der Qualifikation zur Fußball-Weltmeisterschaft 2018 gegen Belgien und Estland eingesetzt. Als Drittplatzierter hinter Belgien und Griechenland wurde die Teilnahme zur Weltmeisterschaft in Russland allerdings verpasst.
Unter Nationaltrainer Robert Prosinečki kam Duljević in den weiteren zwei Jahren zu insgesamt 17 Einsätzen. Zu seinem ersten und bislang einzigen Tor für die Nationalmannschaft kam er am 8. September 2018 im Auswärtsspiel gegen Nordirland in der UEFA Nations League 2018/19. Duljević traf zum zwischenzeitlichen 1:0.

## Titel und Erfolge
- Bosnisch-Herzegowinischer Meister: 2015